# Buenaventura Villamayor
Buenaventura Bong Mendista Villamayor est un joueur d'échecs philippin né le 4 mai 1967. Il est affilié à la fédération singapourienne depuis novembre 2017. Au 1er avril 2021, il est le cinquième joueur singapourien avec un classement Elo de 2 358 points.

## Carrière aux échecs
Buenaventura Villamayor remporta le championnat des Philippines d'échecs en 1998.
En mai 2000, Il finit premier ex æquo du tournoi zonal de Vũng Tàu et deuxième au départage (médaille d'argent). Ce résultat le qualifiait pour le championnat du monde de la Fédération internationale des échecs 2000 à New Delhi où il fut battu au premier tour par Artashes Minassian.
Il obtint le titre de grand maître international en 2000.
Buenaventura Villamayor représenta les Philippines lors de cinq olympiades de 1994 à 2008, jouant au premier échiquier philippin en 2008 (alors qu'il était le joueur le moins bien classé de l'équipe). Il marqua 22,5 points en 47 parties disputées avec les Philippines.
En 1999, il remporta la médaille d'or individuelle au deuxième échiquier lors du championnat d'Asie par équipes.
En 2018, il fut capitaine de l'équipe de Singapour qui finit 85e de l'Olympiade d'échecs de 2018 (il joua une seule partie lors de la compétition).